# داركو نيستوروفيتش
داركو نيستوروفيتش (بالسيريلية الصربية: Дарко Несторовић) (من مواليد 4 أبريل 1965) هو مدير كرة قدم بوسني محترف.

## مسيرة اللعب
ولد نيستوروفيتش في كاكانج -جمهورية البوسنة والهرسك الاشتراكية- وانضم نيستوروفيتش مع شيليك زينيكا وراد ورييكا في جمهورية يوغوسلافيا الاتحادية الاشتراكية السابقة.
بعد رييكا وتفكك يوغوسلافيا شارك نيستوروفيتش في الخارج لصالح بانسيرايكوس في الدرجة الأولى اليونانية وهامكام في الدوري الأول في النرويج وهونغ كونغ غولدن في الدوري الأول في الصين ونادي أوميا في الدوري الأول في السويد. وفي الدوري الأول في صربيا والجبل الأسود اشترك لصالح نادي سبارتاك سوبوتيكا ونادي موغرين. وفي مسيرته الكروية كان ممثلاً لجميع المنتخبات الوطنية في البوسنة والهرسك وممثلاً للشباب في يوغوسلافيا في جيل داركو بانشيف ودراجان ستويكوفيتش وميتار مركيلا وألكسندر ستويانوفيتش ومع هذا الجيل تأهل لبطولة أوروبا. كما ظل أيضًا هداف سيليك على مر العصور. وشارك في كأس الاتحاد الأوروبي مع نادي راد وكان هداف مباراة الفوز 2-1 على أولمبياكوس في بلغراد. وفي الخارج كان عضوًا في منتخب هونغ كونغ.

## المهنة الإدارية
بعد أن أنهى مسيرته الكروية بقي نيستوروفيتش في كرة القدم كمدير محترف وبدأ في رادنيك بيليجينا. ثم بعد رادنيك تمكن من تدريب درينا زفورنيك ثم رودار برييدور.
مع رودار برييدور حقق نستوروفيتش أعظم نجاح في تاريخ النادي. ففي ثلاثة مواسم صعد بفريق من دوري الدرجة الثانية إلى دوري الدرجة الأولى وفي العام التالي إلى دوري البوسنة والهرسك الممتاز. ومع نفس اللاعبين كان في منتصف جدول الدوري الممتاز. اختارته صحيفة سبورتسكي جورنال مرتين كأفضل مدرب في العام وكذلك اختاره زملائه المدربين. ثم أدار سلوبودا مركونيتش غراد ورادنيك بيليينا الذي صعد به إلى الدوري البوسني الممتاز بفوزه بدوري البوسنة والهرسك الممتاز موسم 2011-2012.
في أثناء وجوده في رادنيك بيليينا كان نيستوروفيتش مدربًا للمنتخب الأوليمبي للبوسنة والهرسك تحت 23 عامًا وسوتيسكا فوتشا ورودار قبل أن يصبح المدرب الرئيسي للمنتخب الوطني للبوسنة والهرسك تحت 21 عامًا في 27 ديسمبر 2014. وبقي نيستوروفيتش مدربًا رئيسيًا حتى 10 مارس 2017.
ثم أصبح مديرًا لنادي العربي الكويتي في الدوري الممتاز في 13 أغسطس 2017 وعمل جنبًا إلى جنب مع المدير الكويتي محمد إبراهيم حاجي. أما في 5 سبتمبر 2018 فقد أصبح المدير الجديد لنادي زفيزيدا 09 الصاعد حديثًا إلى الدوري الممتاز البوسني.
تولى نستوروفيتش قيادة الفريق الذي كان في المركز الأخير في الترتيب بثلاث نقاط فقط والذي شاهده الجميع بالفعل في الدوري الثاني. وفي فترة قصيرة جدًا استقر الفريق ومع خمسة انتصارات متتالية في البطولة قاد الفريق إلى المركز السادس في الجدول وأنقذ الهبوط. حتى بعد تحقيق نتائج جيدة مع النادي قرر نستوروفيتش مغادرة زفيزدا في 11 مارس 2019. وفي 6 سبتمبر 2019 عاد إلى العربي. ثم تولى نستوروفيتش قيادة العربي الذي كان أيضًا في المركز الأخير في جدول دوري الكويت الأول وكان في وضع صعب للغاية. وتمكن في النهاية من قيادة الفريق إلى المركز الثالث وأشرف أيضًا على العربي في نهائي كأس الأمير وكان الأول في كأس الدوري. حيث لعب العربي أجمل مباراة كرة قدم في الكويت خلال تلك الفترة.
أصبح نيستوروفيتش مرة أخرى مديرًا لنادي رادنيك بيليينا في 24 نوفمبر 2020. وفي 16 أبريل 2021 قرر الاستقالة من منصبه كمدير لنادي رادنيك لأسباب خاصة. وفي 14 يونيو 2021 أصبح نيستوروفيتش مدربًا لنادي كازما وهو نادٍ آخر في الدوري الكويتي الممتاز.
مع كاظمة توج نستوروفيتش بطلاً لدوري الكويت الأول في الخريف ووصل إلى نصف نهائي كأس أمير الكويت. وبعد عشرين عاماً تربع كاظمة على عرش كرة القدم الكويتية. وخلال تلك الفترة كان نستوروفيتش مرشحاً لرئاسة منتخب الكويت.
2023 فزتُ بكأس السوبر الأردني مع الوحدات. في المباراتين النهائيتين فاز الفيصلي 2-1 و1-0. تركتُ الفريق في المركز الثاني في بطولة الأردن.
استمر مع نادي العربي بطل الخريف لبطولة الكويت ولعب في نصف نهائي كأس أمير البلاد.
في 16 نوفمبر 2024 عين نستوروفيتش مديرًا لنادي الجبيل في دوري الدرجة الأولى السعودي. وفُصل في 8 أبريل 2025.

## الإحصاءات الإدارية
آخر تحديث 18 فبراير 2025.
| فريق                        | نات                      | من             | ل              | سِجِلّ | سِجِلّ | سِجِلّ | سِجِلّ | سِجِلّ | سِجِلّ | سِجِلّ | سِجِلّ    |
| فريق                        | نات                      | من             | ل              | P   | W   | D   | L   | GF  | GA  | GD  | W%     |
| --------------------------- | ------------------------ | -------------- | -------------- | --- | --- | --- | --- | --- | --- | --- | ------ |
| البوسنة والهرسك تحت 21 عامًا | البوسنة والهرسك          | 27 ديسمبر 2014 | 10 مارس 2017   | 13  | 2   | 5   | 6   | 8   | 19  | −11 | 015٫38 |
| العربي                      | الكويت                   | 13 أغسطس 2017  | 31 ديسمبر 2017 | 13  | 4   | 4   | 5   | 19  | 18  | +1  | 030٫77 |
| زفيزدا 09                   | البوسنة والهرسك          | 5 سبتمبر 2018  | 11 مارس 2019   | 16  | 6   | 5   | 5   | 13  | 13  | +0  | 037٫50 |
| العربي                      | الكويت                   | 3 سبتمبر 2019  | 30 يونيو 2020  | 26  | 14  | 4   | 8   | 39  | 28  | +11 | 053٫85 |
| رادنيك بيليينا              | البوسنة والهرسك          | 24 نوفمبر 2020 | 16 أبريل 2021  | 10  | 2   | 3   | 5   | 10  | 16  | −6  | 020٫00 |
| كازما                       | الكويت                   | 1 أغسطس 2021   | 21 فبراير 2022 | 20  | 10  | 5   | 5   | 28  | 17  | +11 | 050٫00 |
| الوحدات                     | الأردن                   | 19 مارس 2023   | 17 أغسطس 2023  | 16  | 10  | 4   | 2   | 18  | 12  | +6  | 062٫50 |
| العربي                      | الكويت                   | 3 نوفمبر 2023  | 1 أبريل 2024   | 20  | 13  | 4   | 3   | 45  | 18  | +27 | 065٫00 |
| نادي الإمارات               | الإمارات العربية المتحدة | 27 يوليو 2024  | 29 سبتمبر 2024 | 2   | 0   | 0   | 2   | 0   | 4   | −4  | 000٫00 |
| الجبيل                      | السعودية                 | 16 نوفمبر 2024 | 8 إبريل 2025   | 17  | 3   | 8   | 6   | 18  | 26  | −8  | 017٫65 |
| المجموع                     | المجموع                  | المجموع        | المجموع        | 153 | 64  | 42  | 47  | 198 | 171 | +27 | 041٫83 |

## الأوسمة

### مدير
رودار برييدور
- الدوري الثاني لجمهورية صربيا: 2007-2008
- الدوري الأول لجمهورية صربيا: 2008–09

رادنيك بيليينا
- الدوري الأول لجمهورية صربيا: 2011–12

نادي الوحدات
- كأس السوبر الأردني: 2023

## روابط خارجية
- داركو نيستوروفيتش في موقع كرة القدم العالمية.نت